# Innocent Emeghara
Innocent Emeghara (ur. 27 maja 1989 w Lagos) – szwajcarski piłkarz pochodzenia nigeryjskiego grający na pozycji napastnika w Fatih Karagümrük.

## Kariera klubowa
Emeghara urodził się w Nigerii. Karierę piłkarską rozpoczął w Szwajcarii, w klubie FC Zürich. W latach 2006–2009 grał w rezerwach tego klubu w trzeciej lidze szwajcarskiej. Z kolei w 2009 roku odszedł do drugoligowego FC Winterthur, w którym spędził sezon.
Latem 2010 Emeghara przeszedł do Grasshopper Club. 17 lipca 2010 zadebiutował w pierwszej lidze szwajcarskiej w zremisowanym 1:1 domowym meczu z Neuchâtel Xamax. Z kolei 22 września w meczu z FC Basel, w którym padł remis 2:2, strzelił swojego pierwszego gola w Swiss Super League. Przez cały sezon 2010/2011 strzelił w Grasshoppers 9 goli w lidze.
31 sierpnia 2011 roku Verhoek podpisał 3–letni kontrakt z FC Lorient.
22 stycznia 2013 roku, przeszedł na zasadzie transferu do AC Siena. W 2013 roku wypożyczono go do AS Livorno Calcio. W sezonie 2014/2015 grał w Qarabağ Ağdam. W 2015 przeszedł do San Jose Earthquakes.
| Sezon   | Klub                 | Kraj              | Rozgrywki        | Mecze | Bramki | Rozgrywki Europy | Mecze | Bramki |
| ------- | -------------------- | ----------------- | ---------------- | ----- | ------ | ---------------- | ----- | ------ |
| 2006/07 | FC Zürich II         | Szwajcaria        | III liga         | 6     | 2      | -                | -     | -      |
| 2007/08 | FC Zürich II         | Szwajcaria        | III liga         | 15    | 5      | -                | -     | -      |
| 2008/09 | FC Zürich II         | Szwajcaria        | III liga         | 26    | 9      | -                | -     | -      |
| 2009/10 | FC Winterthur        | Szwajcaria        | Challenge League | 28    | 17     | -                | -     | -      |
| 2010/11 | Grasshopper Club     | Szwajcaria        | Super League     | 33    | 9      | -                | -     | -      |
| 2011/12 | Grasshopper Club     | Szwajcaria        | Super League     | 7     | 5      | -                | -     | -      |
| 2011/12 | FC Lorient           | Francja           | Ligue 1          | 27    | 5      | -                | -     | -      |
| 2012/13 | FC Lorient           | Francja           | Ligue 1          | 1     | 0      | -                | -     | -      |
| 2012/13 | AC Siena             | Włochy            | Serie A          | 17    | 7      | -                | -     | -      |
| 2013/14 | AS Livorno Calcio    | Włochy            | Serie A          | 30    | 4      | -                | -     | -      |
| 2014/15 | Qarabağ Ağdam        | Azerbejdżan       | Premyer Liqa     | 8     | 5      | -                | -     | -      |
| 2015    | San Jose Earthquakes | Stany Zjednoczone | MLS              | 7     | 1      | -                | -     | -      |

Stan na: koniec 2015

## Kariera reprezentacyjna
W 2011 roku Emeghara otrzymał szwajcarskie obywatelstwo. 4 czerwca 2011 zadebiutował w reprezentacji, w zremisowanym 2:2 meczu eliminacji do Euro 2012 z Anglią, rozegranym w Londynie.